# Johánnes Gunnarsson
Jóhannes Gunnarsson (ur. 3 sierpnia 1897 w Reykjavíku, zm. 17 czerwca 1972 tamże) – islandzki duchowny katolicki, drugi katolicki biskup Islandii od czasów reformacji.

## Życiorys
Jóhannes Gunnarsson urodził się w 1897 r. w Reykjavíku. Jego ojciec (ur. 1853) był przewodniczącym Althingu, który podczas studiów w Danii przeszedł na katolicyzm. Gunnarsson kształcił się u jezuitów w Islandii, a następnie studiował teologię w Holandii. Wstąpił tam do zakonu montfortantów. 14 czerwca 1924 r. został wyświęcony na księdza. Potem wrócił do Reykjavíku, gdzie pracował w parafii katedralnej.
23 lutego 1942 r. został mianowany wikariuszem apostolskim Islandii oraz biskupem tytularnym Hólaru przez papieża Piusa XI. Konsekracja biskupia miała miejsce 7 lipca w kościele św. Patryka w Waszyngtonie. Był pierwszym biskupem katolickim, pochodzącym z Islandii od 1550 r., tj. od czasów Jona Arasona, który został ścięty razem ze swoimi dwoma synami na rozkaz króla Chrystiana III.
Obejmował rządy w diecezji liczącej cztery parafie, do których należało czterysta wiernych, w kraju w którym dominującą religią był luteranizm. Brał udział w pracach II soboru watykańskiego w latach 1962-1965. Zrezygnował z funkcji wikariusza w 1967 r. Zmarł w wieku 74 lat w 1972 r.